# 卵叶点地梅
卵叶点地梅（学名：Androsace ovalifolia）为报春花科点地梅属下的一个种。

## 扩展阅读
- 維基物種上的相關：卵叶点地梅